# Lasiodora itabunae
Lasiodora itabunae là một loài nhện trong họ Theraphosidae.
Loài này thuộc chi Lasiodora. Lasiodora itabunae được Cândido Firmino de Mello-Leitão miêu tả năm 1921.